# 10428 Wanders
10428 Wanders è un asteroide della fascia principale. Scoperto nel 1960, presenta un'orbita caratterizzata da un semiasse maggiore pari a 2,5671049 UA e da un'eccentricità di 0,1856861, inclinata di 2,84271° rispetto all'eclittica.
L'asteroide è dedicato ad Adrianus Wanders, astronomo e divulgatore scientifico olandese.